# 산타루지아섬
산타루지아섬(포르투갈어: Santa Luzia, 포르투갈어로 "루치아"라는 뜻)은 카보베르데 바를라벤투 제도에 있는 섬으로 상니콜라우섬과 상비센트섬 사이에 위치한다. 면적은 34.2km2, 길이는 12.4km, 너비는 5.3km이다. 섬에서 가장 높은 곳은 토포나산(Topona)으로 높이는 395m이다. 행정 구역상으로는 상비센트시에 속한다.
18세기 말에는 농촌에 거주하는 인구가 많았지만 사막화가 진행되면서 주민들이 섬을 떠나기 시작했다. 한때 기독교 신자들이 이 곳에 숨어서 살기도 했지만 현재는 무인도가 된 상태이다. 현재 이 곳에는 20세기에 건립된 기상관측소가 설치되어 있다.